# 土木技師 (中華民國)
土木技師（英語：Professional Civil Engineer），或稱土木工程技師、土木工程科技師，係指依中華民國技師法取得土木技師資格者。土木技師之工作涵蓋結構、水利、大地及土木等工程專業，主要工作任務為改變大地之地形、地貌及構造物之興建、改建、修建工程之規劃、設計、監造。

## 服務內容[1]
土木工程係為與一切民生相關之工程，如建築、橋梁、道路、隧道等國家發展所需之基礎工程，故英語稱之為民生工程（Civil Engineering），土木技師服務內容包含建築結構工程技術服務諮詢、建築物耐震能力初步評估及詳細評估、耐震補強設計、鄰房現況鑑定、建築物結構安全鑑定、施工諮詢、土木工程及建築結構工程規劃、設計、施工監造、結構計算、結構安全鑑定以及專業工程仲裁等工作。
民眾對土木技師的認定，就是安全守護神，不論是建築、橋梁、道路、鐵路、碼頭、堤壩、邊坡穩定、土石流防治、治山防洪…等與保障民眾生命財產安全的相關問題，只要經由土木技師專業評估執行，就是最佳安全保證。
此外天災地變時之勘災救災亦是土木技師的看家本領之一，土木技師設有災害防救總隊，首創全國專業技師團隊配合政府緊急動員勘災，以提供最快速的專業建議與支援，有效預防災害發生及減少二次災害所帶來的損失。

## 執業範圍[2]
土木技師之執業範圍極為廣泛，包括從事混凝土、鋼架、隧道、涵渠、橋樑、道路、鐵路、碼頭、堤壩、港灣、機場、土石方、土壤岩石、基礎、建築物結構、土地開發、防洪灌溉等工程以及其他有關土木工程之調查、規劃設計、研究、分析、試驗、評價、鑑定、施工、監造、養護、計畫及營建管理等業務，可依其性質之不同，分為以下六大類：（水土保持、地質調查及上下水道等之調查、規劃、設計、監造亦屬土木技師之執業範圍）

### 工程規劃
1. 工址調查及測量
2. 環境影響評估
3. 可行性評估
4. 規劃方案之擬訂
5. 工程成本分析與估價
6. 財務計劃之擬訂

### 工程設計
1. 初步設計及基本設計
2. 細部設計
3. 施工規範之編訂
4. 工程數量之計算
5. 施工計劃與施工進度之擬訂
6. 工程預算及招標文件之編訂

### 工程督導
1. 協辦施工及採購合約之簽約
2. 審查施工計畫、設備與進度
3. 檢驗施工測量與放樣
4. 根據設計圖樣與規範執行工程品質之檢驗，辦理材料及其他試驗事宜
5. 施工諮詢顧問

### 營建管理
1. 工程規劃、監造、施工、使用等階段之專業營建管理

### 工程監造
1. 受委託派遣工程人員常駐工地，監督工程施工之進行
2. 施工進度之查核、簽證及改善建議
3. 完工之檢驗、簽證與報告

### 技師簽證
1. 依技師法第12條或其他相關法規實施技師簽證

## 執行業務方式[3]
依法土木技師非加入土木技師公會，不得執業。且土木技師應依下列方式之一執行業務：
1. 單獨設立技師事務所或與其他技師組織聯合技師事務所。
2. 組織工程技術顧問公司或受聘於工程技術顧問公司。
3. 受聘於前款以外依法令規定必需聘用領有執業執照之技師之營利事業或機構。

## 土木技師簽證、應由土木技師辦理及擔任職務相關法令[1]
1. 公共工程專業技師簽證規則
2. 建築物結構與設備專業工程技師簽證規則、建築法[4]（結構部分）
3. 土石採取法第 10 條、土石採取法施行細則第 5 條
4. 水土保持法第 6 條、第 6 條之 1、水土保持計畫審核監督辦法第 10、13、21、32 條
5. 公路法第 33 條之 1（交通部函訂定：公路工程設計、監造之指定規模及相關 專業技師簽證科別）
6. 大眾捷運法第13-1條
7. 水利法第 83-12條(出流管制計畫書、出流管制規劃書簽證)
8. 自來水法第56條(自來水事業工程規劃、設計、監造及鑑定)、第57條(自來水事業聘僱總工程師、工程師)
9. 下水道法第 17 條、下水道法施行細則第 13 條
10. 地質法第 10 條、地質敏感區基地地質調查及地質安全評估作業準則第 5 條
11. 地質災害委託調查及鑑定辦法第 2 條
12. 設置再生能源設施免請領雜項執照標準第6 條(太陽光電發電設備免請領雜項執照簽證表、完竣證明書)
13. 再生能源發電設備示範獎勵辦法第 10 條
14. 電業竣工查驗作業要點-風機塔架結構設計報告、詳細圖說及計算文件；基礎結構設計報告、詳細圖說及計算文件
15. 住宅性能評估實施辦法第 11 條
16. 災害後危險建築物緊急評估辦法第 3、6 條
17. 建築物電信設備及空間設置使用管理規則
18. 再生水開發案取水構造物與水處理設施及供水設施專業技師簽證規則第3條(再生水開發案之取水構造物工程、再生水開發案之水處理設施工程[土木、水利構造物]、再生水開發案之供水設施工程)
19. 機械遊樂設施設置及檢查管理辦法第 3、9 條
20. 土石採取場負責人及土石採取場技術主管資格及任免辦法第 2、3 條
21. 危險性工作場所審查及檢查辦法第 18 條
22. 廣播電視業者設置地球電臺管理辦法第 6 條（建築物結構）
23. 衛星通信業務管理規則第 17-1、30 條（建築物結構）
24. 衛星廣播電視工程技術管理辦法第 5 條（建築物結構）
25. 行動通信網路業務基地臺設置使用管理辦法第5、15-1、15-2條(結構安全鑑定)
26. 學校實習無線廣播電臺設置使用管理辦法第 6 條（建築物結構）
27. 委託事業機構法人或學術團體辦理區段徵收業務辦法第 4 條(土木工程專業 人員)
28. 信託業負責人應具備資格條件暨經營與管理人員應具備信託專門學識或經驗準則第18條(不動產投資信託基金及不動產資產信託經營與管理人員)[金融監督管理委員會]
29. 土地所有權人辦理農村社區土地重劃辦法第30條(重劃區公共設施工程規劃、設計及監造技師簽證)
30. 建築物室內裝修管理辦法第 17 條(專業施工技術人員)
31. 營造業法[5]（主任技師；負責辦理工作：第35條）
32. 建築師或技師受丙等綜合營造業委託執行綜理施工管理簽章報備登錄及收費辦法(資格規定：第2條、第3條)
33. 環境保護專責單位或人員設置及管理辦法第 3 條(甲級專責人員)
34. 不動產評價委員會組織規程第 3 條(直轄市、縣(市)不動產評價委員會委員)
35. 一級海岸保護區以外特定區位申請許可案件審查規則第2條(海岸防護措施及設施簽證)

## 土木技師考試[6]
每年由中華民國考選部舉辦專門職業及技術人員高等考試技師考試

### 應考資格
1. 公立或立案之私立專科以上學校或經教育部承認之國外專科以上學校土木工程、營建工程科、系、組、所畢業，領有畢業證書者。
2. 公立或立案之私立專科以上學校或經教育部承認之國外專科以上學校相當科、系、組、所畢業，領有畢業證書，曾修習材料力學或結構行為（工程力學）或工程力學、結構學、測量學、土壤力學、工程材料或機械材料或土木材料或建築結構及材料、工程地質、水利工程、運輸工程、鋼筋混凝土工程或鋼筋混凝土或鋼筋混凝土設計或鋼筋混凝土構件行為學、預力混凝土工程或預力混凝土設計或預力混凝土、鋼結構工程或鋼結構設計或鋼結構製圖、基礎工程、橋樑工程或橋樑設計或道路橋樑、道路工程、港灣工程、隧道工程、工程估價或施工及估價、施工機械或施工估價與機械、房屋建造、海岸工程、結構分析、結構設計、工程測量、施工法或土木施工法、營建管理或營建工程管理、大地工程學、工程管理等學科至少七科，每學科至多採計三學分，合計二十學分以上，其中須包括結構學、測量學、土壤力學、工程材料，有證明文件者。
3. 普通考試土木工程科考試及格，任有關職務滿四年，有證明文件者。
4. 高等檢定考試相當類科及格者。

### 考試內容
1. 結構分析（包括材料力學與結構學）
2. 結構設計（包括鋼筋混凝土設計與鋼結構設計）
3. 大地工程學（包括土壤力學、基礎工程與工程地質）
4. 工程測量（包括平面測量與施工測量）
5. 施工法（包括土木、建築施工法與工程材料）
6. 營建管理

## 與結構技師的差異
依技師主管機關頒布之現行各科技師執業範圍內規定之土木技師與結構技師執業範圍如下：
- 土木技師：從事混凝土、鋼架、隧道、涵渠、橋樑、道路、鐵路、碼頭、堤岸、港灣、機場、土石方、土壤、岩石、基礎、建築物結構、土地開發、防洪、灌溉等工程以及其他有關土木工程之調查、規劃、設計、研究、分析、試驗、評價、鑑定、施工、監造、養護、計畫及營建管理等業務。但建築物結構之規劃、設計、研究、分析業務限於高度36公尺以下（於民國67年9月18日以前取得土木技師資格並於76年10月2日以前具有36公尺以上高度建築物結構設計經驗者不受建築物結構高度36公尺之限制）。註：斜體字為未與結構技師執業範圍明顯重疊處。
- 結構技師：從事橋樑、壩、建築及道路系統等結構物及基礎等之調查、規劃、設計、研究、分析、評價、鑑定、施工、監造及養護等業務。

由上述可看出，於結構物及基礎之相關業務中土木技師與結構技師執業內容非常相近，但土木技師於建築物結構之規劃、設計、研究、分析業務限於高度36公尺以下。
於建築工程實務中，較多數土木技師依營造業法辦理主任技師相關業務，其著重施工計畫、督察按圖施工、解決施工技術問題、查驗或勘驗等（但依營造業法規定，亦有水利、測量、環工、結構、大地或水土保持工程科技師或建築師可辦理此業務）；而較多數結構技師則依建築法第13條之規定，有關建築物結構之專業工程部分，除五層以下非供公眾使用之建築物外，應由承辦建築師交由依法登記開業之技師負責辦理。（依各科技師執業範圍內規定建築物結構之相關業務為土木技師（規劃、設計、研究、分析業務限於高度36公尺以下）及結構技師之執業範圍）

## 公會[3]
1. 台灣省土木技師公會 （页面存档备份，存于）
2. 台北市土木技師公會 （页面存档备份，存于）
3. 新北市土木技師公會 （页面存档备份，存于）
4. 桃園市土木技師公會 （页面存档备份，存于）
5. 台中市土木技師公會 （页面存档备份，存于）
6. 台南市土木技師公會 （页面存档备份，存于）
7. 高雄市土木技師公會 （页面存档备份，存于）
8. 中華民國土木技師公會全國聯合會 （页面存档备份，存于）